# Volker Gebhardt
Volker „IDR“ Gebhardt (* 15. September 1979 in Trier) ist ein deutscher Tontechniker, Komponist und Musikproduzent aus Trier, der sich auf Mixing und Mastering von Pop, Hip-Hop und elektronischer Musik spezialisiert hat.

## Leben
Volker „IDR“ Gebhardt ist selbstständiger Mixing- und Mastering Engineer, aus dem rheinland-pfälzischen Trier.
1994, inspiriert durch DJ Qbert, DJ D-Styles, DJ Rectangle und DJ Babu mit dem Turntableism, begann er als DJ (DJ IDR). Vier Jahre später begann Gebhardt als Musikproduzent, um sich ab 2005 ausschließlich dem Mixing und Mastering zu widmen.
Neben einem Studium der Computerlinguistik und Psychologie an der Universität Trier hatte er 1999 bis 2004 die Gelegenheit, Erfahrungen mit Liveauftritten und Touren durch Deutschland und Österreich zu sammeln. So trat er u. a. mit „THM Squad“ und „Creatief“ als Vorgruppen von Masta Ace, Method Man und Redman, Azad und Kool Savas auf.
Als Toningenieur war er u. a. für Wincent Weiss, Mike Singer, Topic, Cro, Bushido und Shindy tätig.
Durch seinen älteren Bruder landete er beim Hip-Hop. Mit den Trierer Creatief und THM Squad war er in jüngeren Jahren selbst als Künstler unterwegs. Als DJ IDR legte er außerdem in verschiedenen Clubs auf und war zusammen mit Carsten Rausch eine Zeitlang als Dozent an der Vibra DJ-School (ehemals Vestax DJ-School) der Modern-Music-School tätig.

## Werke (Auswahl)

### Alben
- 2012: Bushido – AMYF (Mastering)[1]
- 2013: Cro – Raop (Abmischung, Mastering)[2]
- 2016: Shindy – Dreams (Mastering)[3]
- 2019: Wincent Weiss – Irgendwie anders (Abmischung, Mastering)
- 2020: Dardan – Sorry… (Mastering)
- 2020: Prinz Porno – Mit Abstand (Mastering)
- 2020: Pietro Lombardi – Lombardi (Mastering)
- 2020: Dardan – Soko Disko (Mastering)
- 2021: Dardan – Mister Dardy (Mastering)
- 2022: Vanessa Mai – Metamorphose (Mastering)
- 2022: Dardan – DardyNextDoor (Mastering)
- 2022: Alligatoah – Rotz & Wasser (Abmischung, Mastering)[4]
- 2023: Dardan – Dardania (Mastering)
- 2024: Dardan & Azet – Eurosport (Mastering)

### Singles
- 2012: Kay One – I Need a Girl Part 3 (feat. Mario Winans) (Mastering)
- 2012: Cro – Easy (Abmischung)[5]
- 2012: Cro – Du (Abmischung)
- 2012: Cro – Einmal um die Welt (Abmischung)
- 2013: Cro – Whatever (Abmischung)[6]
- 2014: Cro – Traum (Abmischung)[7][8]
- 2014: Cro – Bad Chick (Abmischung)
- 2014: Cro – Hey Girl (Abmischung)
- 2016: Shindy – Dreams (Mastering)
- 2018: Tiavo – Oh Lucy (Mastering)
- 2018: Dardan & Luciano – Airmax gegen Kopf (Mastering)
- 2018: Dardan – Facetime (Mastering)[9]
- 2019: Dardan – Coco Mama (Mastering)[10]
- 2019: Dardan & Xiara – Genau So (Mastering)[11]
- 2020: Dardan – 6am......... (Mastering)[12]
- 2020: Dardan & Monet192 – Hotel (Mastering)[13]
- 2020: Dardan – Ma Bae (Mastering)[14]
- 2020: Dardan & Hava – Mailbox (Mastering)[15]
- 2020: Phil the Beat – Heart to Heart (Mastering)
- 2020: Gin Tely – Bandit (Abmischung, Mastering)
- 2021: Dardan & Nimo – B.I.B.O. (Mastering)[16]
- 2021: Vanessa Mai & Mike Singer – Als ob du mich liebst (Mastering)
- 2022: SpongeBozz – A.C.A.B III (Abmischung, Mastering)
- 2022: Mike Singer feat. Madeline Juno – Mehr von dir (Mastering)

### Autorenbeteiligungen
- Massiv – Es gibt nichts was zu regeln ist[17]
- Fler – Berlin[18]